# Егоров, Николай Алексеевич
Николай Алексеевич Егоров (род. 19 мая 1954) — советский и российский тренер по дзюдо и самбо. Заслуженный тренер России (1995), почётный гражданин Братска (2016).

## Биография
Николай Егоров родился 19 мая 1954 года в городе Черемхово Иркутской области. В 1969 году начал заниматься самбо. Становился призёром всесоюзных и всероссийских турниров, неоднократным чемпионом Иркутской области, получил звание кандидата в мастера спорта. В 1973—1975 годах служил в армии. В 1978—1985 годах работал водителем АТУ-6 УАТ Братскгэсстроя.
После полученной на соревнованиях травмы начал тренировать детей и подростков. Первое занятие в качестве тренера провёл 4 мая 1982 года в школе № 23 посёлка Чекановский (Анзеби). С 1985 года работал тренером в спортивном обществе «Спартак». В 1989 году заочно окончил Бурятский государственный педагогический институт в городе Улан-Удэ. В том же году переехал в родной город Черемхово, где работал тренером. В 1990-х годах вернулся в Братск. В 1995 году получил звание Заслуженного тренера России. С 1996 года — старший тренер-преподаватель. С 2000 года — старший тренер по дзюдо детско-юношеской школы олимпийского резерва в городе Братске. В том же году был назначен старшим тренером Иркутской области. В 2006 году стал директором созданной по его инициативе специализированной детско-юношеской школы олимпийского резерва «Спартак».
Николай Егоров подготовил больше десятка мастеров спорта по дзюдо и самбо. Среди его воспитанников победитель Чемпионата мира по самбо Наталия Дору, победитель и призёр Кубка Европы и Чемпионата мира Алеся Кузнецова, победитель первенств России Ирина Долгова.
Избирался депутатом Братской городской Думы III и IV созывов от округа № 12. Состоял членом постоянных депутатских комиссий по бюджету, налогам и финансам; по вопросам правовой и социальной защиты населения; по экологии.

## Награды
- Заслуженный тренер России (1995)[1]
- Почётный гражданин Братска (2016)[1]
- Благодарственное письмо Губернатора Иркутской области[1]
- Почётная грамота Губернатора Иркутской области[1]
- Почётная грамота Законодательного Собрания Иркутской области[1]
- Благодарственное письмо министерства спорта России[1]
- Юбилейный знак «90 лет физкультурно-спортивной организации Иркутской области»[1]
- Общественная медаль за активную гражданскую позицию и патриотизм[1]